# В поиске (статья)

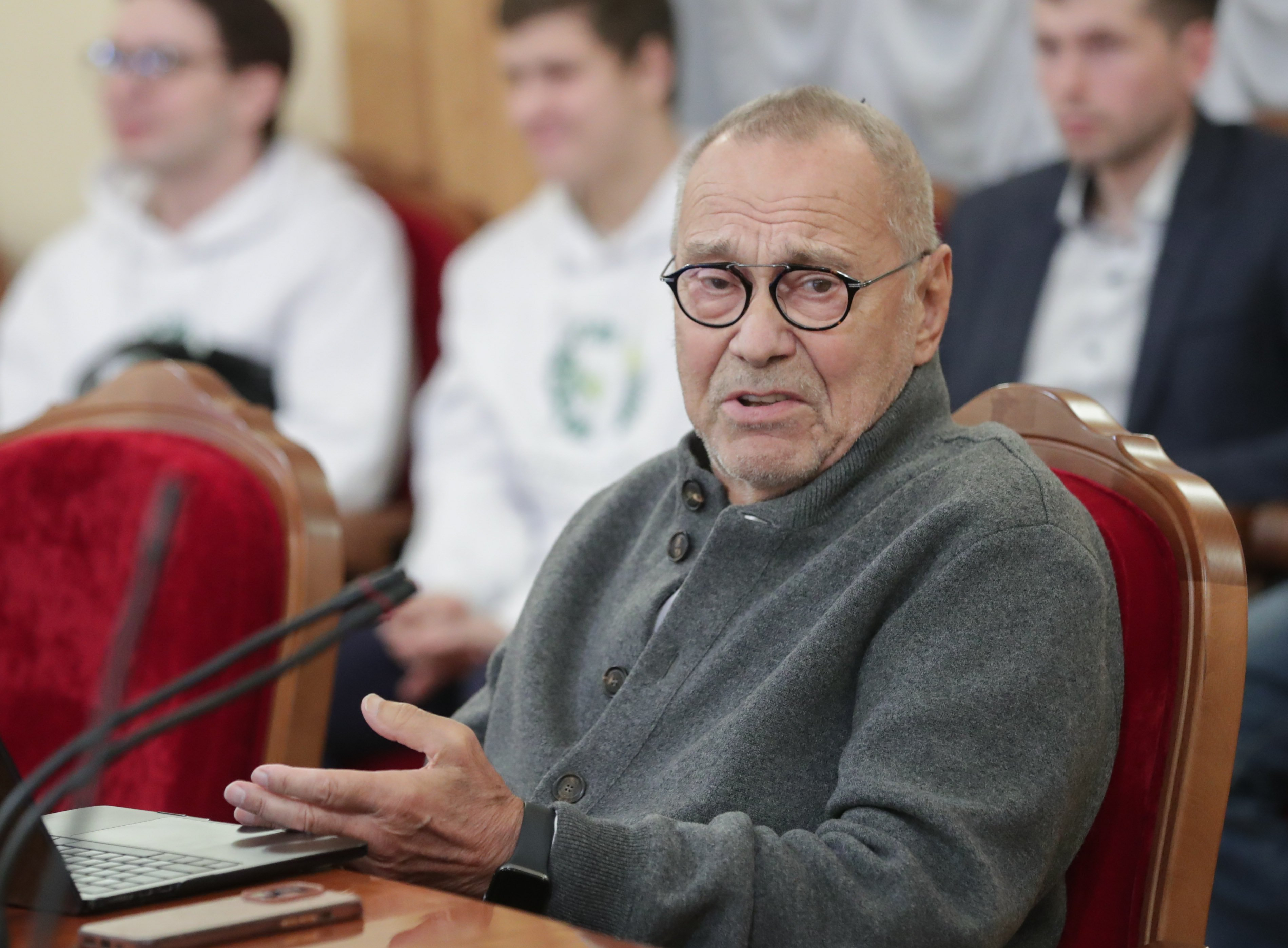
Андрей Кончаловский в 2023 году

«В поиске» — статья советского режиссёра и сценариста Андрея Михалкова-Кончаловского, опубликованная в журнале «Искусство кино» в 1975 году. В 1960—1970-е годы на волне «оттепельного кино» в советском кинематографе пытались частично внедрить переход с планового производства на хозрасчётный. Ярким примером такой системы была деятельность Экспериментальной творческой киностудии (1965—1976 гг.; с 1968 года — Экспериментальное творческое объединение (ЭТО)), которую возглавлял художественный руководитель Григорий Чухрай. Её опыт предлагалось расширить на всю систему советского кинопроизводства, но в итоге в 1976 году она была закрыта. «Киностудия» ориентировалась на массового зрителя, позволяя эксперименты с синтезом жанров. Такая деятельность встречала противодействие со стороны аппарата Госкино. Были введены цензурные ограничения, и такое специфическое регламентирование как «жанрово-тематические направления» на студиях. Искусствовед Денис Хрюкин (Санкт-Петербургский государственный институт кино и телевидения) по этому поводу заметил, что жанровое кино и запросы зрителей того времени были ограничены госзаказом: «Жанровые конвенции как результат „контракта“ со зрителем и живых художественных традиций („память жанра“) в русле „жанрово-тематического планирования“ уступали место нормативным идеологическим схемам в отражении той или иной темы». В 1972 году было принято постановление ЦК КПСС «О мерах по дальнейшему развитию советской кинематографии». В соответствии с ним был усилен идеологический контроль и цензура, а также дальнейшее внедрение так называемого «тематического планирования».
Жанровой проблематике кино были посвящены теоретические работы и дискуссионные статьи в специализированных изданиях, тематические конференции и т. д. С предложениями об учёте вкусов зрителей, создания фильмов «массовых», «популярных», «коммерческих» жанров выступали многие кинорежиссёры (Михалков-Кончаловский, Владимир Мотыль, Александр Митта и др.). В 1975 году в № 9 журнала «Искусство кино» в рубрике «Приглашение к спору» появилась статья Михалкова-Кончаловского «В поиске» с подзаголовком «полемические заметки». В ней он изложил взгляды, которые поддерживали и другие некоторые советские кинематографисты относительно совершенствования системы создания жанровых фильмов. Автор призывал кинематографистов ориентироваться на «интересы зрителя». «Мы, как ни печально об этом говорить, нашего зрителя не знаем, не знаем запросов различных социальных и возрастных групп, не думаем о том, что их более волнует сегодня, и не прогнозируем того, что будет интересовать завтра». Отказ от учёта зрительских предпочтений, изучения социальных и возрастных групп, приводил к негативным последствиям, в частности к «моральному устареванию» некоторых фильмов ещё до появления их на экранах. Михалков-Кончаловский предлагал учитывать голливудский опыт: осуществлять изучение зрительских предпочтений, внедрить маркетинговую организацию прогнозирования зрительских ожиданий, продвижение фильмов. Другим крупным недостатком при создании отечественных картин Михалков-Кончаловский назвал плохое качество предлагаемых сценариев. По его мнению, это связано с тем, что сценарная основа часто грешит «литературщиной», их авторы скорее писатели, чем причастные к кинопроизводству. Это приводит к чрезмерному количеству пространных диалогов, отвлечённых описаний, игнорированию специфической художественной выразительности кино, образов, пластики, жестов. Голливудский «профессиональный» подход к созданию сценариев Кончаловский описал на примере фильма «Крёстный отец» Фрэнсиса Форда Копполы, с которым он общался при посещении США. В качестве негативного примера игнорирования американского опыта автор привёл советские сценарии, которые «в подавляющей массе страдают дилетантизмом, аморфностью кинематографической конструкции».
Кончаловский также обратил внимание на бедность жанровой культуры, непонимание жанрового своеобразия кино. Так, ко всем фильмам, без учёта их жанровой специфики, применяется единый стандартизированный подход, связанный с цензурно-редакторским влиянием. В качестве примера настороженного отношения к комедии режиссёр привёл историю создания фильма «Женя, Женечка и „катюша“» Мотыля, принятую в штыки и подвергшуюся «жестокому разносу» за кощунственное отношение к военной тематике. Критика автора также была направлена против кинопроката, переполненного второсортной малохудожественной продукцией.
Киновед Валерий Головской объяснил наличие в статье ссылок на решения партии, использование советских идеологических штампов («Правота идей, которыми руководствуются наш народ и партия в своём движении к коммунизму, подтверждена всем ходом мировой истории. Вместе с тем, убеждённость в великой силе ленинских идей не даёт нам права быть пассивными, ждать пока эти идеи сами по себе привлекут на свою сторону умы и сердца людей во всем мире» и т. д.), практиковавшимся в журнале «Искусство кино» так называемым принципом «активного редактирования». Он заключался в переписывании статьи автором, либо без его участия исходя из идеологических установок, текущей политической конъектуры. По мнению Головского, «такой умный и циничный режиссёр» никак «не мог написать подобную галиматью». Он предположил, что тут либо приложил руку главный редактор журнала Евгений Сурков, редактор, или, что скорее всего текст по рекомендации редакции добавил Александр Липков, «золотое перо» Кончаловского до и после этого случая.